# Джорджета Дам'ян-Андрунаке
Джорджета Дам'ян-Андрунаке  (рум. Georgeta Damian-Andrunache, 14 квітня 1976) — румунська веслувальниця, п'ятиразова олімпійська чемпіонка.

## Виступи на Олімпіадах
| Олімпіада   | Дисципліна                      | Місце |
| ----------- | ------------------------------- | ----- |
| Сідней 2000 | двійка розстібна без стернового | 1     |
| Сідней 2000 | вісімка розстібна зі стерновим  | 1     |
| Афіни 2004  | двійка розстібна без стернового | 1     |
| Афіни 2004  | вісімка розстібна зі стерновим  | 1     |
| Пекін 2008  | двійка розстібна без стернового | 1     |
| Пекін 2008  | вісімка розстібна зі стерновим  | 3     |